# Wesley (football, 1980)
Pour les articles homonymes, voir Wesley.
Wesley Lopes da Silva, plus communément appelé Wesley, est un joueur de football né le 10 novembre 1980 à Vila Velha qui évolue actuellement au Al-Hilal FC. Il est Milieu de terrain.

## Carrière
| Période   | Club                               | Pays                     | Matchs | Buts |
| 1999-2002 | AA Ponte Preta                     | Brésil                   | -      | -    |
| 2003      | Fortaleza EC                       | Brésil                   | -      | -    |
| 2003-2004 | FC Penafiel                        | Portugal                 | 27     | 9    |
| 2004-2005 | FC Penafiel                        | Portugal                 | 30     | 14   |
| 2005-2006 | Deportivo Alavés Vitória Guimarães | Espagne Portugal         | 10 19  | 1 2  |
| 2006-2007 | Grasshopper Zurich                 | Suisse                   | 13     | 1    |
| 2007-2008 | FC Paços de Ferreira               | Portugal                 | 22     | 11   |
| 2008-2009 | Leixões SC FC Vaslui               | Portugal Roumanie        | 13 16  | 7    |
| 2009-2010 | FC Vaslui                          | Roumanie                 | 31     | 12   |
| 2010-2011 | FC Vaslui                          | Roumanie                 | 32     | 13   |
| 2011-2012 | FC Vaslui                          | Roumanie                 | 32     | 27   |
| 2012-2013 | FC Vaslui Al-Hilal FC              | Roumanie Arabie saoudite | 1 0    | 2 0  |